# Campsie Fells
I Campsie Fells (noti anche come Campsies, in gaelico scozzese: Monadh Champsaidh) sono una catena di colline nella Scozia centrale che si estende da est a ovest dalla contea di Stirling a Dumgoyne nel Dunbartonshire Orientale.
Il punto più alto della catena è Earl's Seat, che raggiunge un'altezza di 578  m. La catena si erge sopra i villaggi di Strathblane e Blanefield a sud, Killearn a ovest e Fintry a nord.